# شب پرام (فیلم ۲۰۰۸)
شب پرام (انگلیسی: Prom Night) فیلمی در ژانر ترسناک و اسلشر به کارگردانی نلسون مک‌کورمیک است که در سال ۲۰۰۸ منتشر شد. داستان فیلم دربارهٔ دختری به نام دانا کِپِل است که معلمش بعد از عاشق وی شدن کل خانواده خودش را جلوی چشمان دانا به قتل می‌رساند. بعد از سه سال دانا برای پرام آماده می‌شود. و در این شب معلمش از زندان فرار می‌کند.

## بازیگران
- بریتنی اسنو
- اسکات پرتر
- جسیکا استروپ
- دانا دیویس
- ادریس البا
- جانا کریمر
- جاشوآ لنرد
- کلان لاتز
- مینگ-نا ون
- جسلین گیلسیگ
- لیندن اشبی
- ریچل اسپکتر
- لری هیورینگ